# Raza Carora
La Carora, es un ganado vacuno originario de la Carora y su municipio caroreño, Torres, Venezuela. Producto del cruce de los bos taurus; Criollo Amarillo de Quebrada Arriba (capacidad de adaptación al trópico y con buena producción de leche) y Pardo Suizo. La selección natural privilegió los genes de: rusticidad, mansedumbre, fortaleza, vigor, buena reproducción, capacidad de soportar el clima y aprovechar los forrajes tropicales.

## Breve reseña histórica
La Raza Carora, formada en las primeras décadas del siglo veinte, por iniciativa de los ganaderos caroreños Teodoro Herrera Zubillaga y su padre Ramón Herrera Oropeza, a partir de una cepa seleccionada de ganado “Criollo Amarillo de Quebrada Arriba”, de comprobada capacidad de adaptación al trópico y con buena producción de leche, a la cual se le dio cruces absorbentes con la Raza Pardo Suizo para mejorar su productividad, estos cruces fueron suspendidos ante la presencia de fenómenos de inadaptación y desde ahí se comenzó a trabajar con cruces intersé. Sin duda alguna la selección natural privilegió los genes de origen “criollo” desarrollando un animal con su morfología que está en condición de adaptarse a las adversas condiciones tropicales (clima y forrajes) y que presenta, con un adecuado manejo, niveles productivos comparables a los de las Razas europeas que actúan en las mismas condiciones.

## Aspecto histórico - evolutivo de la Raza Carora
Los hitos más importantes en el desarrollo y consolidación de la Raza Carora se pueden resumir de la siguiente forma:
- Año 1979: los criadores se organizan en una Asociación (ASOCRICA)
- Año 1989: el M.A.C. delega en ASOCRICA el manejo del Libro Genealógico
- Año 1992: el Presidente de Venezuela decreta la Raza Carora “Patrimonio Nacional”
- Año 1992: ASOCRICA inicia el P.M.G. (Programa de Mejoramiento Genético de la Raza Carora)

## Características
El Ganado Carora posee una serie de características fenotípicas que lo diferencian e identifican de cualquier otra raza lechera del mundo y que al mismo tiempo revelan su grado de adaptación a los climas tropicales.
Entre los elementos característicos más resaltantes de la raza podemos destacar:
1. Pelaje claro, generalmente blanco, corto y grueso, elementos que le permiten al animal reducir el efecto de la radiación solar y mayor transpiración.
2. Mucosas oscuras, el borde de los ojos y el morro son completamente negros, permitiendo al animal mejorar el desempeño en clima tropical.
3. Gran desarrollo corporal y por ende eficiente aprovechamiento del pastoreo de forrajes para una economía en la producción láctea.
4. Ubres funcionales que le permiten un buen amamantamiento de la cría y el ordeño.

## Ventajas
En su condición de raza lechera tropicalizada, el ganado Carora presenta una serie de ventajas para el productor agropecuario interesado en mejorar en calidad y cantidad, la producción de su finca.
1. Gran producción a bajo costo; una vaca Carora es capaz de producir 3.500 L a pastoreo.
2. Rusticidad y vigor evidenciado en su fortaleza y su capacidad de locomoción en terrenos difíciles.
3. Capaz de soportar las inclemencias de los climas tropicales.
4. Adaptabilidad no sólo al medio sino también al manejo ineficiente practicado en muchos lugares.
5. Fertilidad capaz de dar una cría por año.
6. Mansedumbre, que lo convierte en una animal fácil de manejar.